# TIBC
La TIBC (Total Iron Binding Capacity)  è la Capacità Totale di Ferro legato con la transferrina. Risulta essere di 310 µg/dL. In condizioni normali è satura intorno al 30-35% (100 µg/dL), quindi la capacità totale è di circa 3 volte maggiore.

## Calcolo
Si ottiene da un calcolo per il quale è necessario determinare la concentrazione di ferro sierico (valori normali: uomo: 12-25 µmol/L - donne: 11-22 µmol/L) e la transferrinemia.

## Valori alterati
Valori ridotti di TIBC indicano uno stato di sovraccarico di ferro, mentre valori aumentati ne indicano una carenza: in situazioni di carenza di ferro il nostro corpo si adopererà per captarne il più possibile, la transferrina sarà meno satura, e la capacità totale di legare ferro sarà di conseguenza maggiore, viceversa in una situazione il cui il ferro nel corpo abbonda la TIBC diminuirà per non favorire questo sovraccarico.